# Irina Khudoroshkina
Irina Khudoroshkina (Rusia, 13 de octubre de 1968) es una atleta rusa retirada, especializada en la prueba de lanzamiento de peso en la que llegó a ser medallista de bronce olímpica en 1996.

## Carrera deportiva
En los JJ. OO. de Atlanta 1996 ganó la medalla de bronce en el lanzamiento de peso, con una marca de 19.35 metros, quedando en el podio tras la alemana Astrid Kumbernuss (oro con 20.56 m) y la china Sui Xinmei (plata con 19.88 m).